# Заколот «танкетасо»
Заколот «танкетасо» (ісп. El Tanquetazo), іноді  El Tancazo  — збройний виступ танкового полку чилійскої армії проти уряду Сальвадора Альєнде 29 червня 1973 р. в Сантьяго. Було придушено армійськими частинами, лояльними до уряду. Стало «генеральною репетицією» військового перевороту 11 вересня 1973.

## Контекст
До літа 1973 р. ситуація в Чилі гранично загострилася. Соціалістична політика правлячого блоку Народна єдність на чолі з президентом Сальвадором Альєнде зустрічала жорсткий опір правих сил. Відбувалися численні акції протесту, масового масштабу прийняв антиурядовий страйковий рух, ультраправа терористична організація «Батьківщина і свобода» фактично перейшла до міської партизанської війни. Однак уряд спирався на досить серйозну підтримку лівих партій, малозабезпечених верств населення і державного апарату.
Командування збройних сил Чилі за традицією утримувалося від прямого втручання в політику. Однак більша частина генералітету і офіцерства втратила будь-яку довіру до влади. Опозиційні настрої поширилися і в рядовому складі.

## Путч
Рано вранці 29 червня 1973 р. підполковник Роберто Супер дізнався про своє майбутнє відсторонення від командування 2-го танковим полком, дислокованим у столиці. Підполковник Супер дотримувався ультраправих поглядів, був вороже налаштований до уряду. Його брати були активістами «Батьківщини і свободи». Зняття з посади він розглядав як політичне переслідування з боку влади.
Роберто Супер вирішив здійснити військовий заколот і повалити уряд Альєнде. Його підтримала група офіцерів, в якій виділявся Б'янчі Едвін Дімтер (в недалекому майбутньому — один з упорядників концтабору на Стадіоні Чилі, вбивця Віктора Хари).
Колона бронетехніки — 16 бойових машин — рушила до центру Сантьяго (при цьому заколотники дотримувалися правил дорожнього руху, а один з танків навіть заправився на цивільній АЗС). Танки Супера оточили президентський палац Ла-Монеда (президента Альєнде на той момент не було в палаці). Було також взято на приціл будівлю міністерства оборони. Підтримку заколоту активно висловила «Батьківщина і свобода» на чолі з Пабло Родрігесом.
О 8:58 за місцевим часом заколотники відкрили вогонь. Охорона палацу відстрілювалась. Відомі імена п'ятьох загиблих — сержанта урядових військ Рафаеля Вельени, журналістки Вікторії Санчес, банківського службовця Хорхе Ф'єрро, фотографа Вісенте Вергара, аргентинського кінооператора Леонардо Хенріксена, який встиг зняти військового, що застрелив його (подальше розслідування поклало провину за загибель Хенріксена на офіцера 2-го полку Ектора Бустаманте Гомеса, який, однак, не був засуджений).
Бунтівники прорвалися в міністерство оборони. Генерали Маріо Сепульведа і Гільєрмо Пікерінг передали головнокомандувачу Карлосу Пратсу запит про військову допомогу.

## Придушення
Генерал Пратс негайно почав збирати війська на придушення заколоту. Симптоматично, що не у всіх частинах його накази зустрічалися з ентузіазмом. Генерал змушений був агітувати, спираючись на обов'язки військовослужбовців придушувати спроби повалення конституційного уряду.
З радіозверненням виступив президент Альєнде. Він, зокрема, закликав робітників займати заводи і готуватися до вуличних сутичок. Відповідний наказ надійшов і в корпус карабінерів.
Пратс особисто попрямував до Ла-Монеда на чолі полку  Tacna . Він вважав за потрібне якнайшвидше припинити заколот, поки до 2-го танкового полку не почали примикати інші підрозділи (згодом стало відомо, що в цьому напрямку орієнтував військових курсантів лейтенант Мігель Краснов). Було поставлено завдання придушити бунт до полудня.
Інформація про події поширилася по Сантьяго. У Ла-Монеда стали збиратися городяни, котрі з побоюванням спостерігали за тим, що відбувається. Пратс наказав розгорнути важку артилерію. Директор армійського училища Канесса Роберт Хуліо вступив в переговори з солдатами заколотників, переконуючи їх скласти зброю. До урядових військ прибуло підкріплення у вигляді піхотного полку Buin під командуванням генерала Піночета; захисник Альєнде 29 червня пізніше став організатором його повалення 11 вересня.
Путчисти відмовлялися здаватися, однак не наважилися відкрити вогонь. Об 11:10 Пратс віддав наказ про наступ. Почалося роззброєння бунтівників. До 11:30 придушення Tanquetazo стало фактом.
У другій половині дня були заарештовані Супер і його прихильники, включаючи Дімтера Бьянчі (звільнені після 11 вересня). Перейшли на нелегальне становище лідери «Батьківщини і свободи». Пабло Родрігес сховався в посольстві Еквадору, після чого перебрався в Кіто, звідки повернувся у вересні, після зміни режиму в Чилі.

## Наслідки
Президент Альєнде провів у Ла-Монеда демонстрацію своїх прихильників, з'явившись на балконі в оточенні вищих воєначальників.

Я віддаю належне лояльності чилійської армії, військово-морського флоту і військово-повітряних сил.

 Сальвадор Альєнде 

У той же день Альєнде вніс в конгрес законопроєкт, яким було надано президенту право оголошувати стан облоги на термін до шести місяців. При цьому він відхилив пропозицію лідера Християнсько-демократичної партії Патрісіо Ейлвіну (на початку 1990-х — перший «післяпіночетівський» президент Чилі) сформувати коаліційний уряд за участю збройних сил. Альєнде зробив ставку на силове протистояння з опозицією, причому особливу роль він відводив генералу Піночету, якого 23 серпня 1973 р. призначив головнокомандувачем армією.
Червневий заколот виявився своєрідною «увертюрою» до вересневого перевороту. Стало очевидним, що уряд Альєнде утримується насамперед за рахунок армійської дисципліни і лояльності. Військові спецслужби зафіксували, що заклик Альєнде до робітників не викликав активного відгуку, уряд не отримав підтримки збройних добровольців. Відповідно, антиурядова консолідація збройних сил — досягнута до 11 вересня під егідою Піночета, призначеного самим президентом — гарантувала успіх наступної військової змови.